# ويليام إي. كاميرون
ويليام إي. كاميرون (بالإنجليزية: William E. Cameron)‏ هو محامي وصحفي وسياسي أمريكي، ولد في 29 نوفمبر 1842 في بطرسبرغ في الولايات المتحدة، وتوفي في 25 يناير 1927 في مقاطعة لويزا في الولايات المتحدة. نشط حزبياً في Readjuster Party ‏. وقد انتخب حاكم فرجينيا ‏ (1882 – 1886).